# 별이 빛나는 밤 (영화)
《별이 빛나는 밤》(원제:중국어: 星空, 공식 영문명 : Starry Starry Night)는 2011년 제작된 타이완의 영화이다. 대한민국에서는 2011년에 제16회 부산국제영화제에서 상영되어 뉴 커런츠 후보에 올랐고(린슈유), CGV 무비꼴라쥬에서 수입하여 2012년 4월 5일에 극장 개봉하였다.

## 캐스트
- 쉬자오 : 샤오메이 역
- 린후이민 : 샤오지에 역
- 류뤄잉(유약영): 엄마 역
- 위청덩 : 아빠 역
- 정장(증강) : 할아버지 역
- 꾸이룬메이(계륜미) : 성인 샤오메이 역

## 스탭
- 원작 : 지미 리아오
- 감독 : 린슈유
- 각본 : 린슈유
- 촬영 : 포명
- 프로듀서 : 부
- 사운드 : 두두즈
- 미술: 채패령
- 편집 : 청샤오쩌(정효택)

## 해외 수출

### 대한민국
- 개봉 : 2012년 4월 5일
- 수입 : CGV 무비꼴라쥬
- 배급 : CGV 무비꼴라쥬
- 공식 블로그 : http://blog.naver.com/ssnight2012